# Samostan Žiča

## Zgodovina
Samostan je zgradil prvi srbski kralj  Stefan Nemanjić Prvovenčani (veliki župan 1196-1217,  kralj 1217-1228) v letih 1206 do 1221. Pomembno vlogo pri gradnji je imel njegov brat Sveti Sava. Po pridobitvi samostojnosti srbske Cerkve leta 1219 je samostan Žiča postal sedež avtokefalne srbske nadškofije. Na začetku 90. let 13. stoletja je bil samostan opustošen med napadom Tatarov, zato je bil sedež nadškofije prestavljen v samostan Svetih apostolov pri Peći. Samostan Žiča je na začetku 14. stoletja obnovil kralj Milutin (1282-1321). V srednjem veku so se v samostanu ustoličevali škofi in kralji iz dinastije Nemanjić.
Med osmansko zasedbo Srbije je bil samostan večkrat opuščen in obnovljen. Med prvo in drugo svetovno vojno je doživel temeljito obnovo. Najpomembnejša konzervatorska dela so bila opravljena po potresu leta 1987.
Samostan Žiča je bil leta 1979 razglašen za spomenik kulture izjemnega pomena in prišel pod neposredno zaščito Republike Srbije.

## Opis
Glavna samostanske cerkev je zgrajena v raškem slogu in posvečena Krustusovemu vstajenju. Po mnenju umetnostnega zgodovinarja  Vojislava J. Đurića je bila celo 13. stoletje zgled za gradnjo drugih cerkva. V notranjosti cerkve sta dva sloja poslikav (živopis):
- starejši, naslikan okoli leta 1220, pripada tako imenovani zlati dobi srbskega slikarstva
- mlajši, naslikan na začetku 14. stoletja, pripada slikarskemu slogu iz obdobja kralja Milutina, nastalemu pod vplivom renesanse Paleologov

Oba živopisa sta reprezentativna primera slikarstva svoje dobe. V samostanskem kompleksu vzhodno od glavne cerkve je manjša cerkev iz 14. stoletja, posvečena svetima Tironu in Stratilatu.
- Samostanska zgradba
- Freska
- Freska
- Cerkev sv. Teodorja Stratelata